# Aníbal Khury
Aníbal Khury (Porto União, 18 de julho de 1924 – Curitiba, 30 de agosto de 1999) foi um político brasileiro.
Ocupou os cargos de vereador, deputado e presidente da Assembleia Legislativa do Paraná por diversas vezes. Destacou-se por sua contribuição para a criação de inúmeros municípios paranaenses.

## Biografia
Anibal Khury era de filho Salomão Khury e Wadia Kassab Khury, comerciantes que migraram de Abadiem, em Beirute, para São Paulo, mas acabaram por se estabelecer em União da Vitória. Seu pai, Salomão Khury, foi vereador e presidente da câmara do município, influenciando Aníbal a trilhar o caminho da política. Fez parte da ala jovem da União Democrática Nacional (UDN) e, aos 24 anos, elegeu-se vereador.
Em 1954 mudou-se para Curitiba com sua esposa Niva Sabóia Khury, com quem teve dois filhos: Ricardo Khury e Aníbal Khury Júnior, ambos se tornaram advogados. Neste mesmo ano assumiu o primeiro mandato de deputado estadual na Assembleia Legislativa do Paraná (ALEP) e, nos anos seguintes, foi sucessivamente eleito deputado estadual por quatorze vezes. Foi primeiro-secretário da mesa diretora da ALEP em oito oportunidades.
Com sua grande influência política, em 1965 tornou-se presidente estadual do Partido Trabalhista Nacional (PTN), lançando a candidatura de Paulo Pimentel ao cargo de governador do estado, que resultou vitoriosa. Em 1969, em pleno regime militar, foi preso por atos subversivos, e afastado por dez anos da vida política. Neste período Aníbal apoiou a construção do Hospital Pequeno Príncipe e foi presidente do Clube Atlético Paranaense. Mesmo sem experiência no ramo futebolístico, tentou sanear as finanças e recuperar o clube. Após seu mandato, afastou-se voluntariamente, quando disse: “Qualquer político, para ser bom mesmo, tem que fazer pós-graduação em futebol!”.
Com a anistia e a redemocratização do país, em 1979, Aníbal voltou à vida política, tornou-se secretário geral do diretório regional do Partido Popular (PP) e, mais tarde, secretário-geral do Partido do Movimento Democrático Brasileiro (PMDB) no Paraná. No ano seguinte voltou a ser reeleito deputado estadual e, em 1985, foi eleito primeiro-secretário da mesa. Em 1989 foi eleito presidente, presidindo também a elaboração da constituinte do estado. Novamente em 1991 foi reeleito presidente e, em 1995, assumiu a presidência da Assembléia, tendo 49 dos 54 votos.
Em 1988 foi reeleito para o seu nono mandato de deputado estadual, com votação recorde, e neste mesmo ano foi eleito para a presidência da casa pela quinta vez.
Faleceu aos 75 anos, no Hospital Santa Cruz, em virtude de uma diverticulite. Foi velado no Palácio Iguaçu, com várias homenagens, e sepultado no dia seguinte no Cemitério Parque Iguaçu.

## Homenagens
Em sua homenagem foi nomeado um parque ambiental em Almirante Tamandaré, o centro legislativo da ALEP, uma rodovia e diversas ruas de municípios do estado.

## Criação de municípios paranaenses
Aníbal Khury foi um dos responsáveis pela articulação da criação de 88 municípios paranaenses, ou seja, cerca de 22% dos 399 municípios.